# محله همجنس‌گرایان

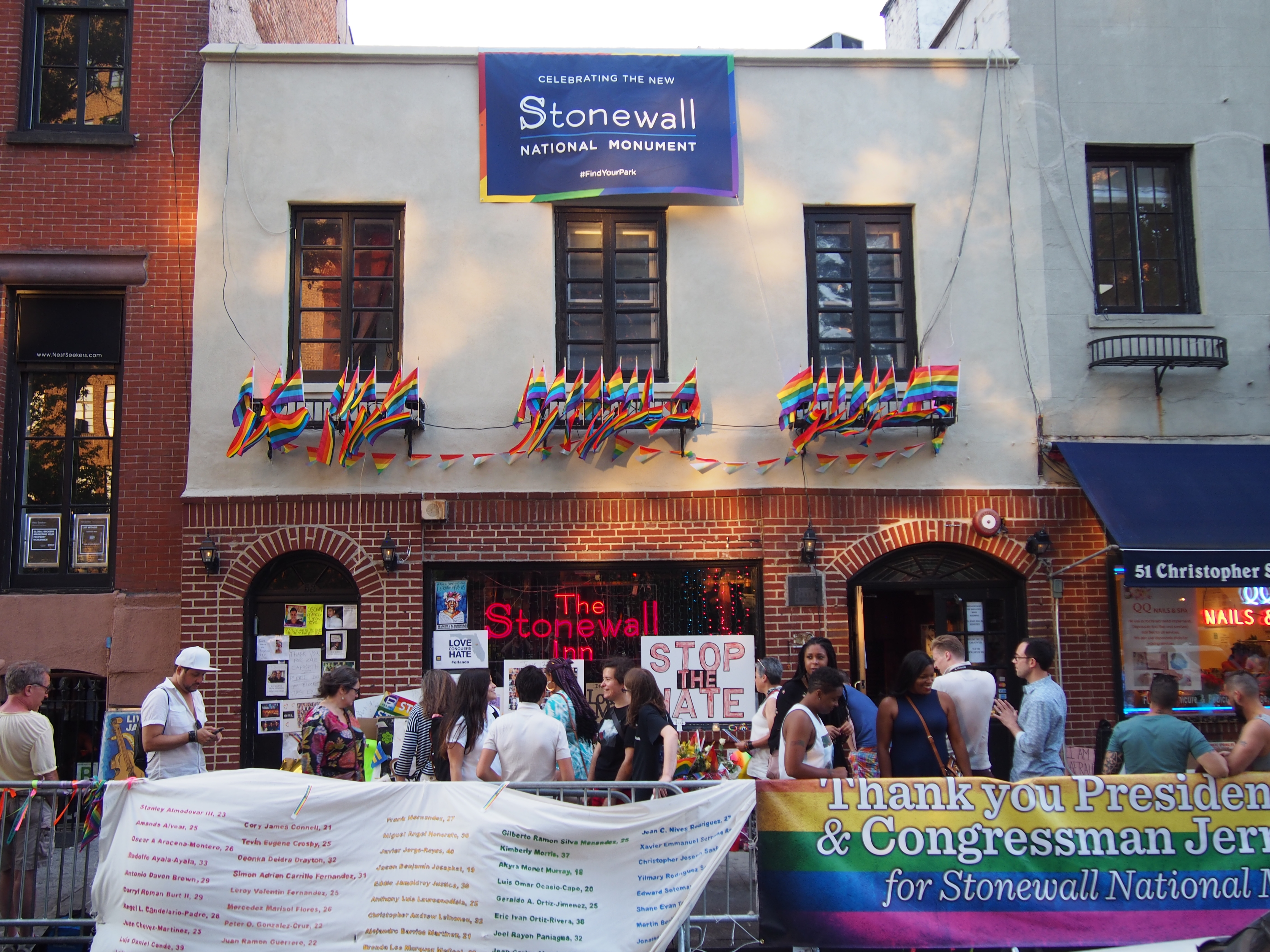
بار استون‌وال در محله همجنس‌گرایان دهکده گرینویچ، منهتن، نقطه شروع جنبش برابرخواهی حقوق دگرباشان جنسی بود.

محله همجنس‌گرایان یک محله است که بخش قابل توجهی از ساکنانش همجنس‌گرا، دوجنس‌گرا یا تراجنسیتی (به‌طور عمومی دگرباش) هستند. در این نوع از محله‌ها بار همجنس‌گرایان، حمام همجنس‌گرایان مرد، رستوران، بوتیک و کتاب‌فروشی مربوط به دگرباشی جنسی معمولاً زیاد است.
معروفترین محله‌های همجنس‌گرایان در جهان، محله‌های دهکده گرینویچ، هلز کیچن در نیویورک، ساوت اند، بوستون در بوستون، بویزتاون در شیکاگو، سوهو در لندن، وست هالیوود، کالیفرنیا در لس آنجلس، سیتخس در بارسلونا، چرچ اند ولسلی در تورنتو، چکا در مادرید، نیوتاون در سیدنی، شونبرگ و نولندورف‌پلاتز در برلین، محله لومری در پاریس، گرین پوینت در کیپ‌تاون و مل‌ویل در ژوهانسبورگ هستند. معروف ترین محل گردهمایی همجنس‌گرایان در ایران، بوستان دانشجو است.

## گالری تصاویر

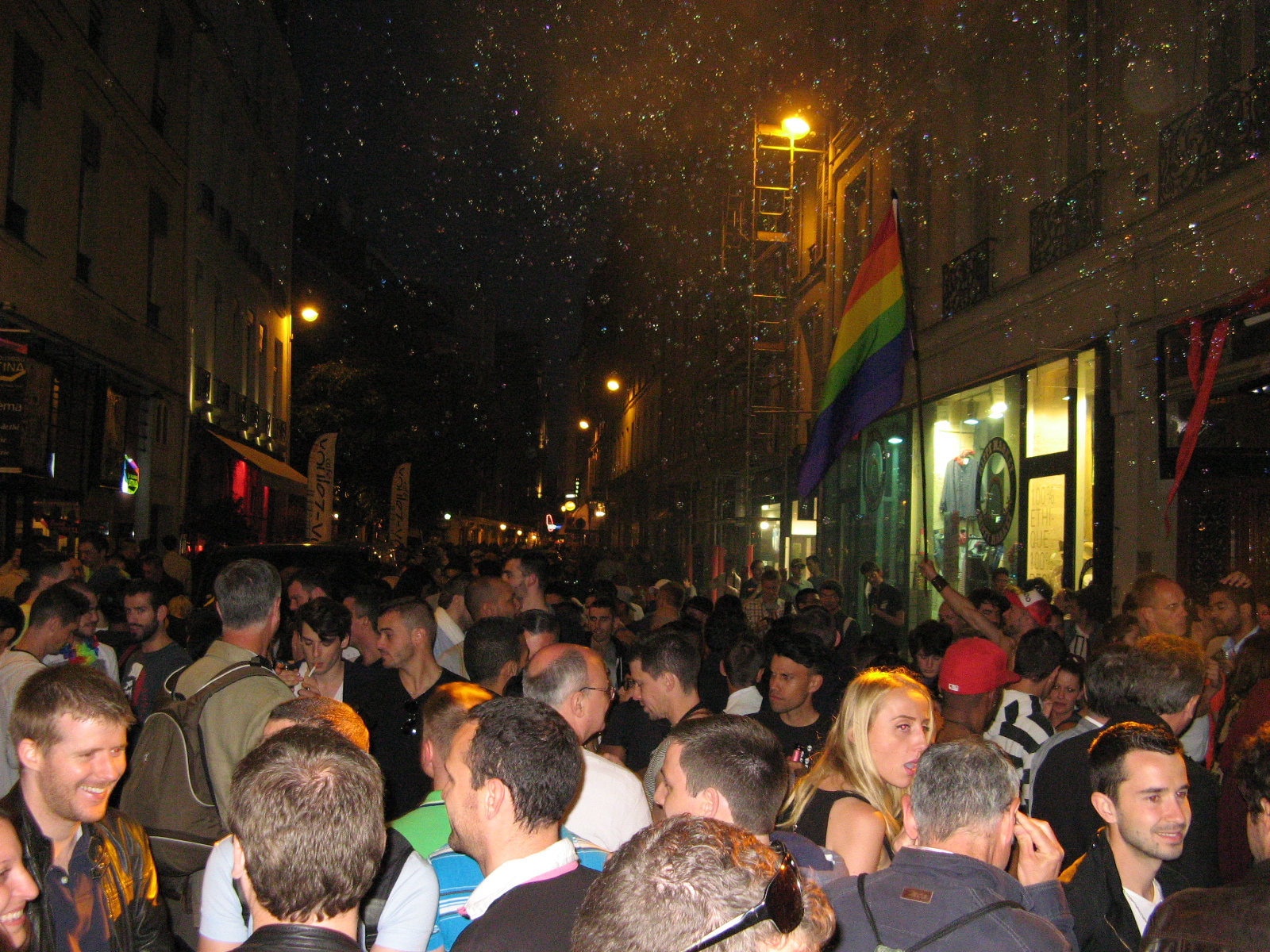
محله لومری در پاریس
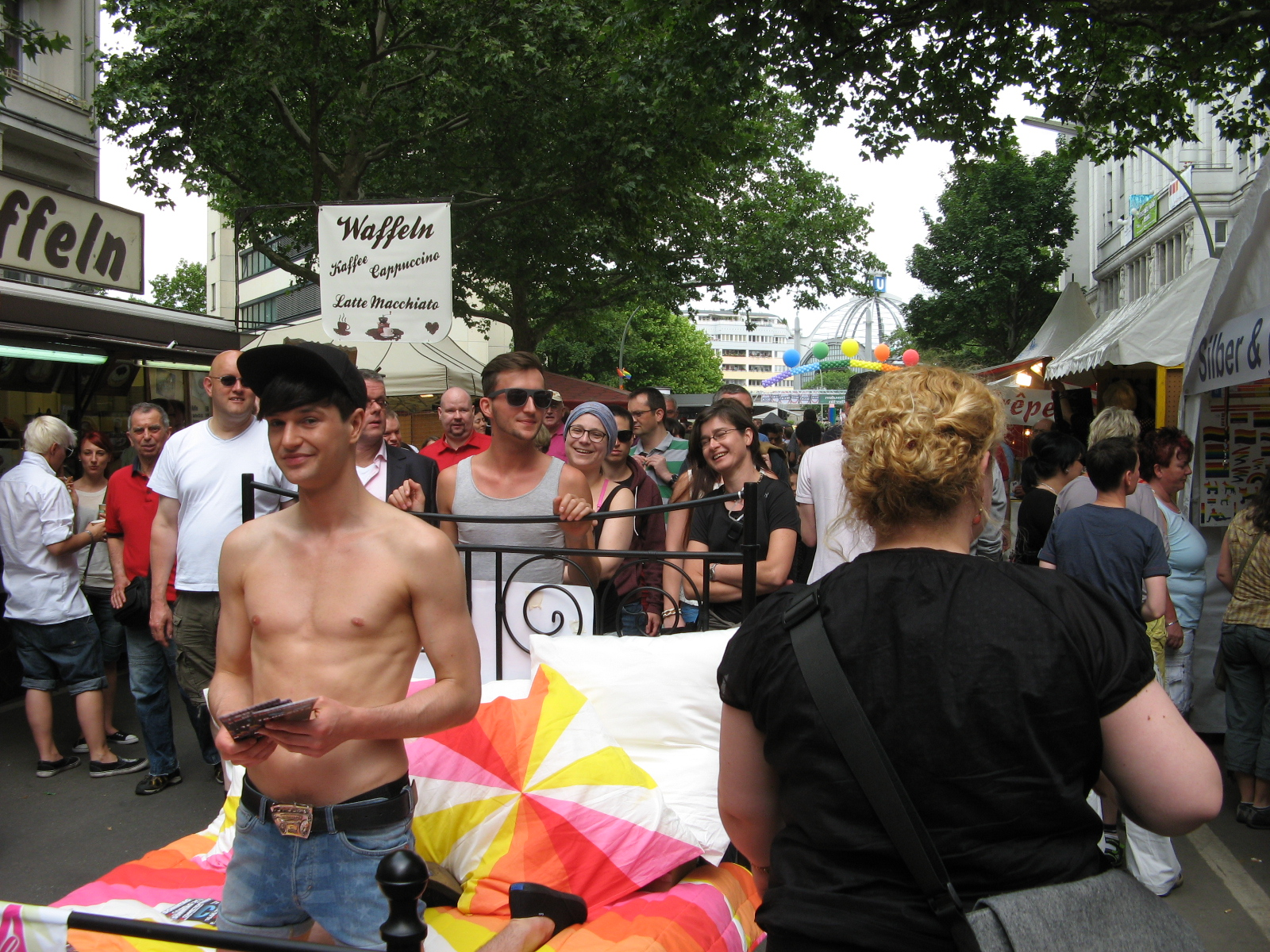
محله شونبرگ، برلین
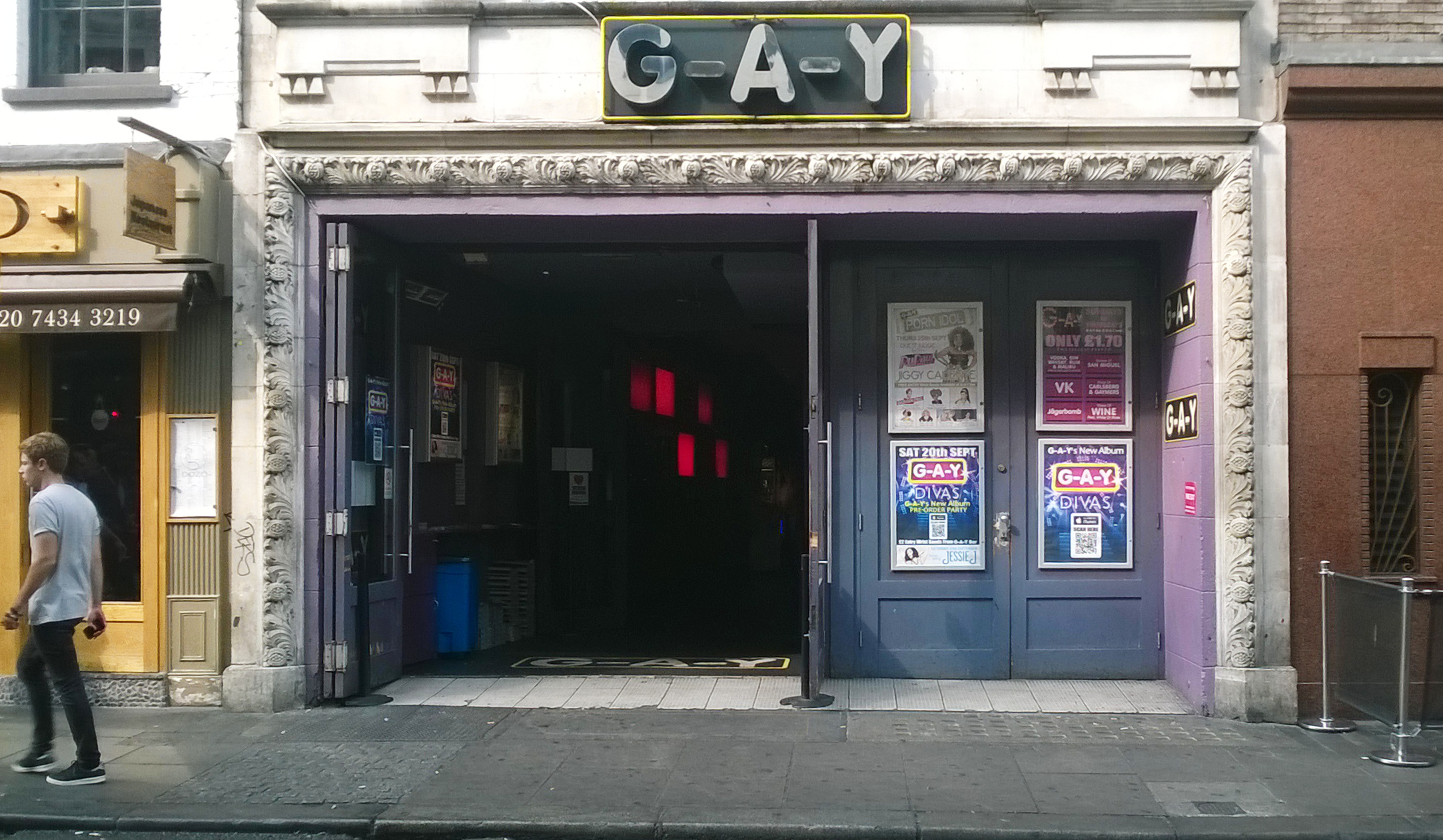
سوهو لندن
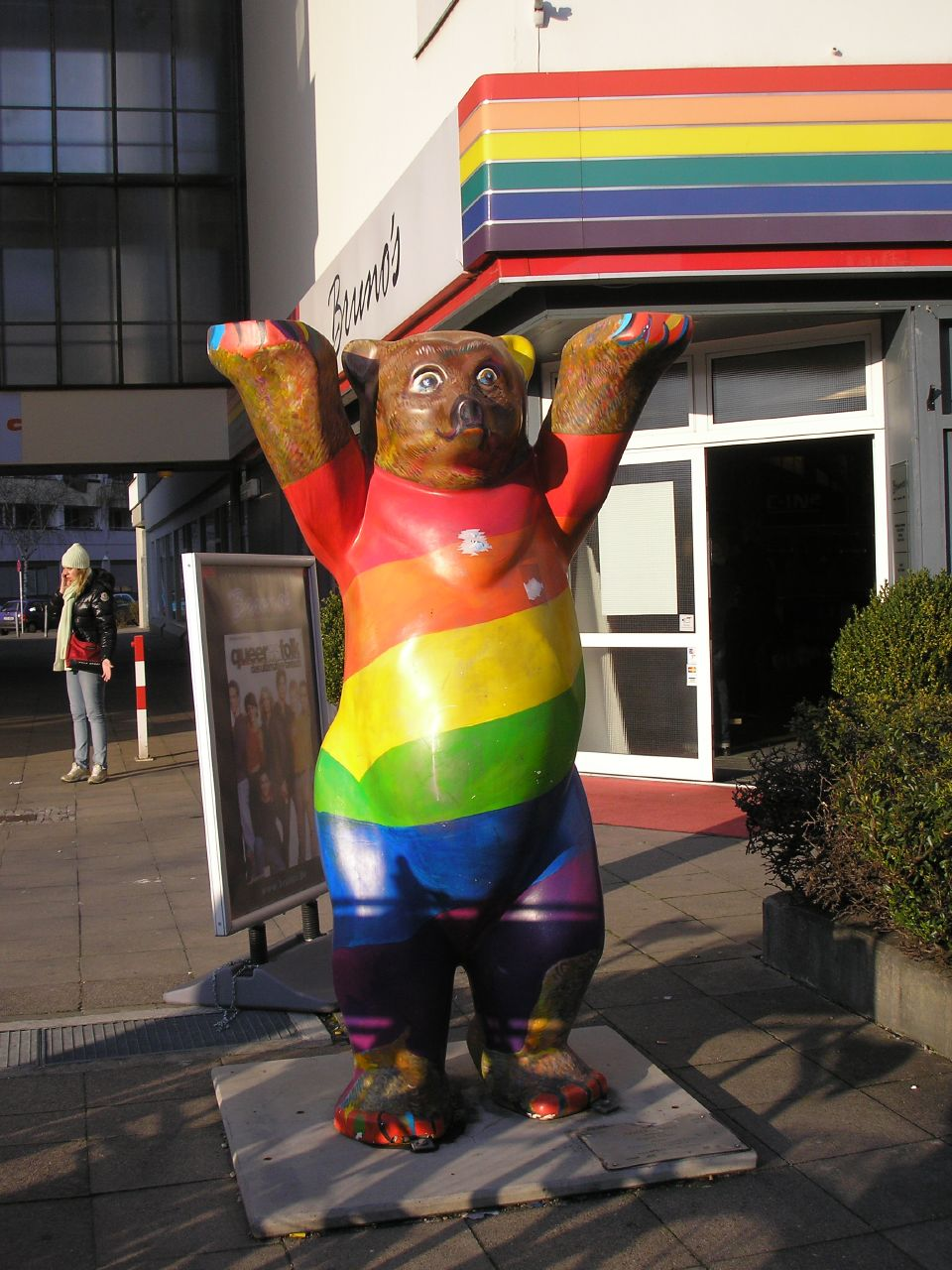
خرس همجنس‌گرا در نولندورف‌پلاتز، برلین
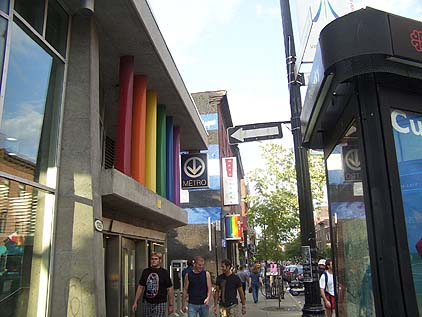
ایستگاه مترو محله همجنس‌گرایان در مونترآل